# Rhyothemis fuliginosa
Rhyothemis fuliginosa är en trollsländeart som beskrevs av Selys 1883. Rhyothemis fuliginosa ingår i släktet Rhyothemis och familjen segeltrollsländor. IUCN kategoriserar arten globalt som livskraftig. Inga underarter finns listade i Catalogue of Life.

## Bildgalleri

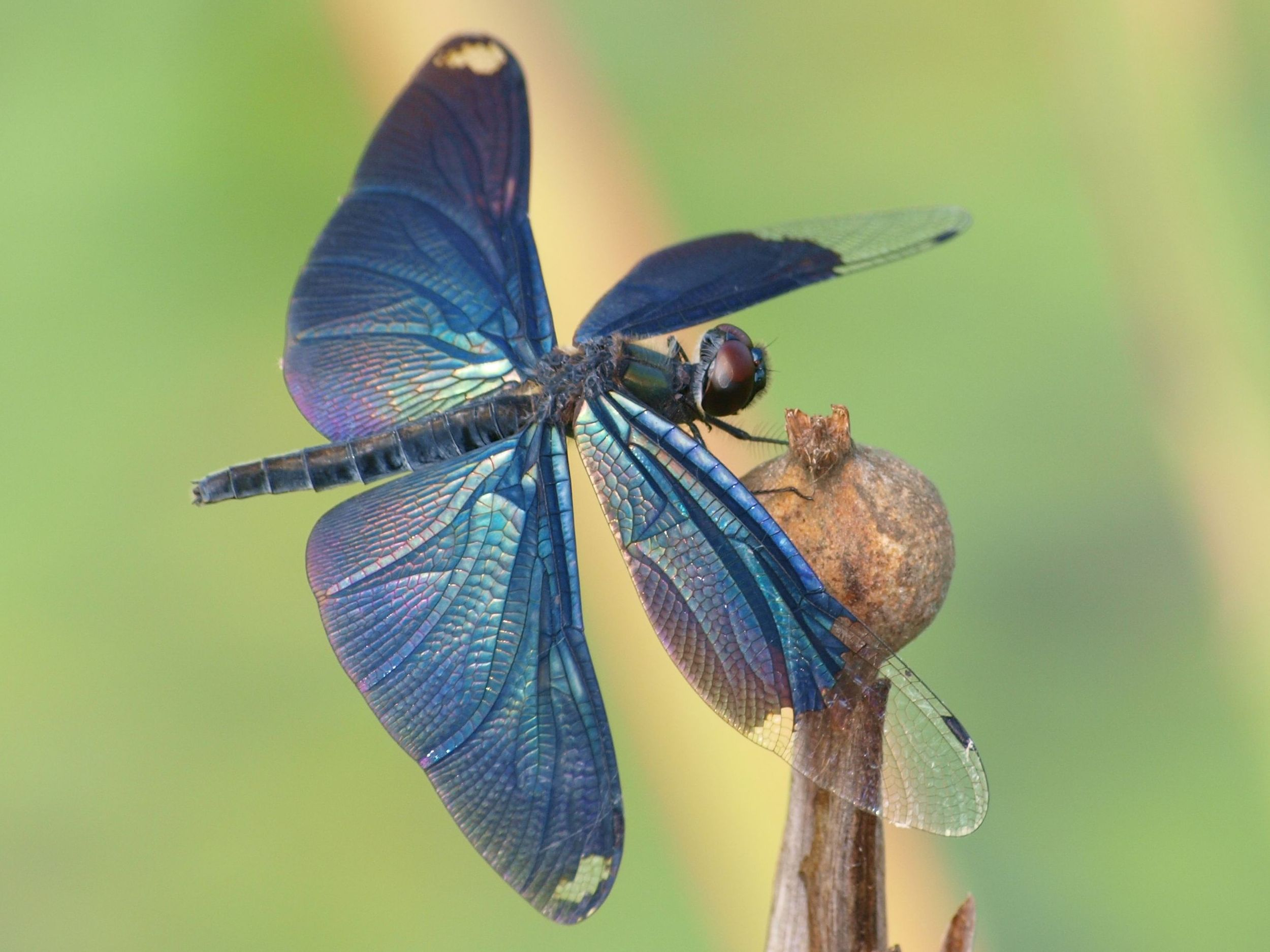
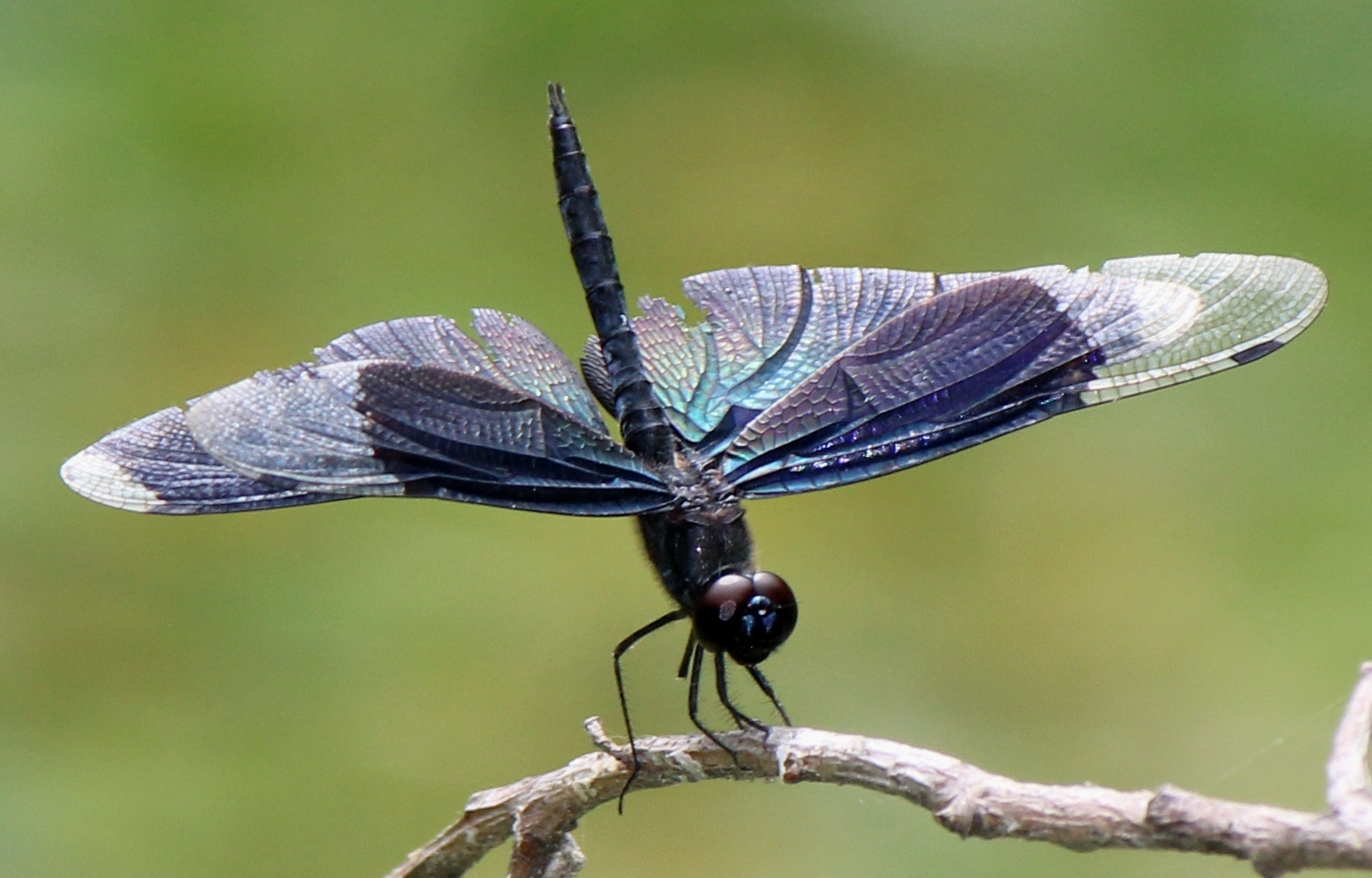
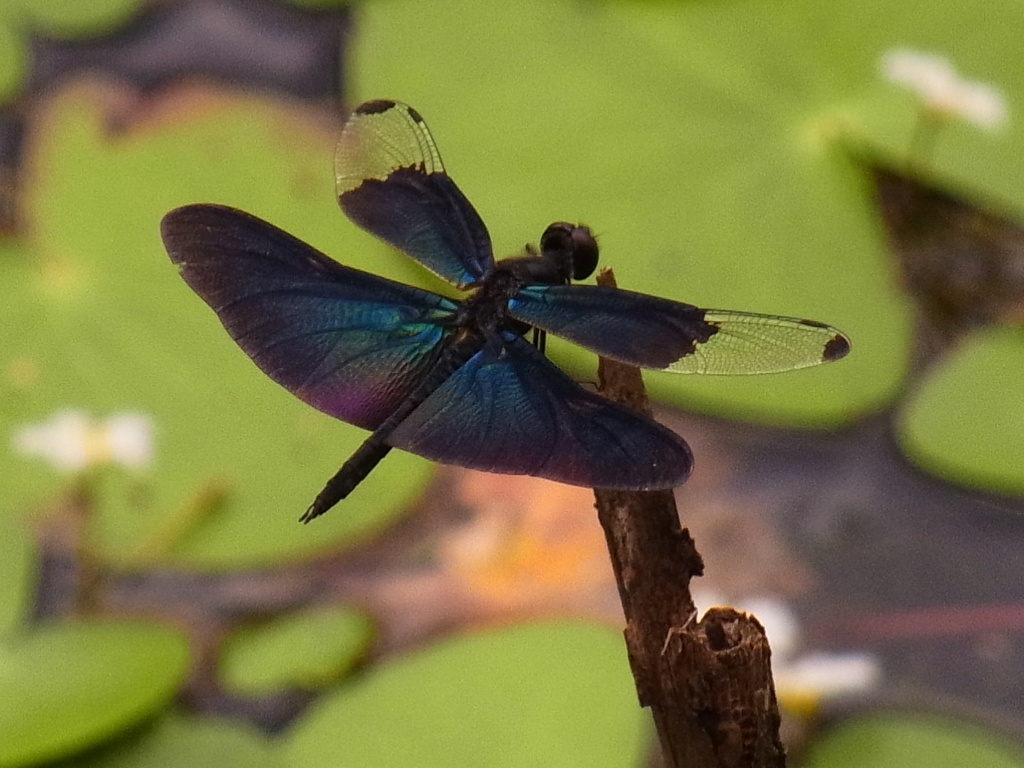